# Daira (subdivisão)
Daira (em árabe: دائرة; romaniz.: dā'irah; pl. dawaïr) é uma divisão administrativa na Argélia e Saara Ocidental na África Ocidental, bem como em Brunei, Indonésia e Malásia no Sudeste Asiático.[carece de fontes?] É comumente traduzido como "distrito".